# Kamenički Vrhovec
Kamenički Vrhovec es una localidad de Croacia en la ciudad de Lepoglava, condado de Varaždin.

## Geografía
Se encuentra a una altitud de 221 m s. n. m. a 73,1 km de la capital nacional, Zagreb.

## Demografía
En el censo 2011, el total de población de la localidad fue de 205 habitantes.
| Gráfica de población de Kamenički Vrhovec 1857-2011                 |
|                                                                     |
| Según los censos de población de la oficina estadística de Croacia. |